# 셰넌도어 계곡 전역

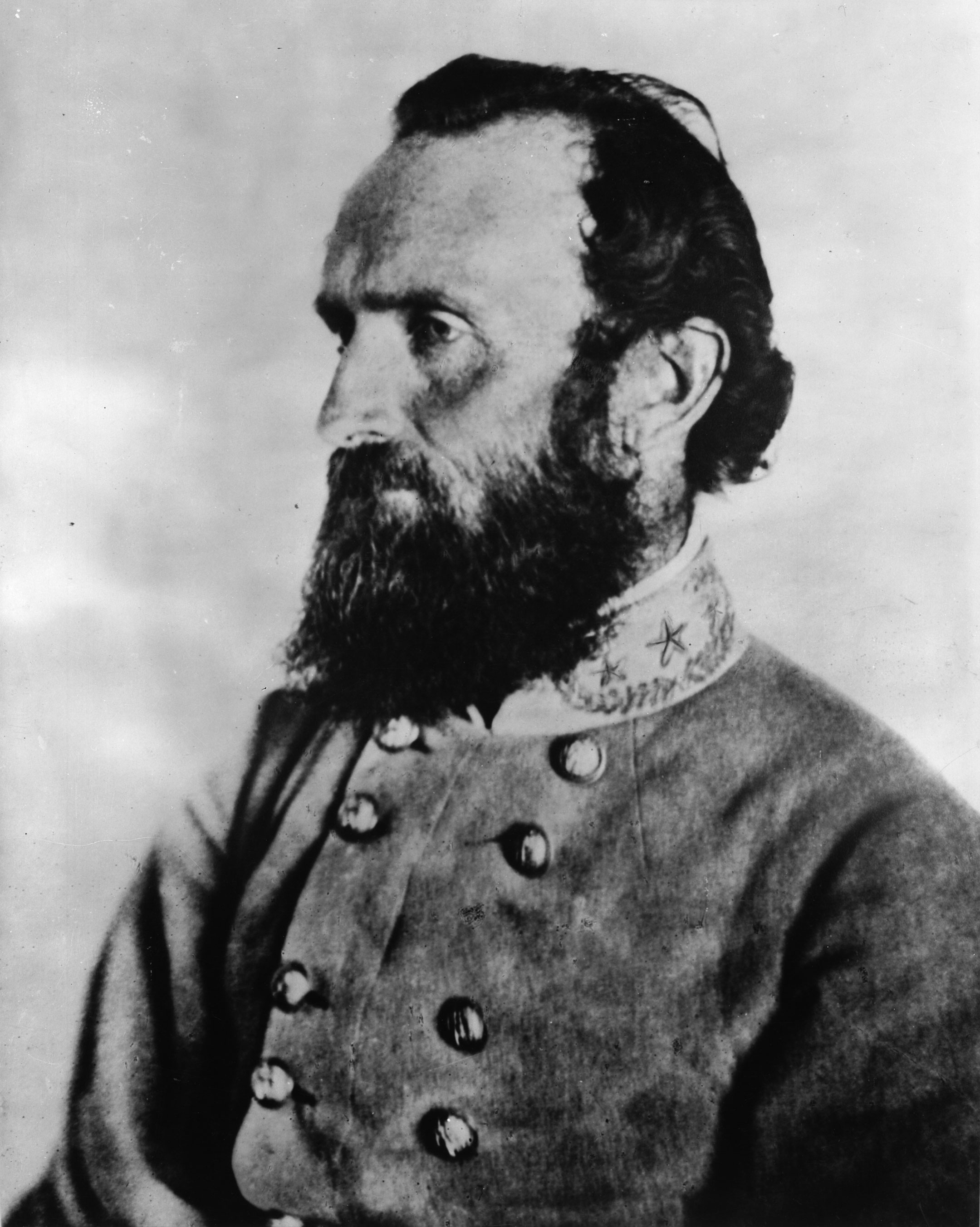
스톤월 잭슨(Stonewall Jackson)

계곡 전역(Valley Campaign)은 남북 전쟁 초기 1862년 봄, 남군의 스톤월 잭슨 장군이 버지니아주 셰넌도어 계곡에서 북군을 상대로 빛나는 전과를 올린 작전을 말한다. 잭슨 휘하의 17,000명 부대는 대담한 전격적인 기동(起動)을 통해 몇 차례 작은 전투에서 승리해 3개 군(軍) 60,000명 이상의 북군 병력이 남부동맹 수도 리치먼드 공격에 참가하는 것을 저지했다.

## 배경
1862년 봄은 남부동맹에게 있어 고뇌의 나날이었다. 1861년 여름은 남군에게 유리하게 흘러갔으나(특히 제1차 불런 전투), 그것도 급속히 사라졌다. 서부전선에서 율리시스 그랜트 장군이 지휘하는 북군이 남부동맹의 영역에 진입해 드넬손 요새 전투 및 샤일로 전투에서 중요한 승리를 거두었다. 동부전선에서는 조지 매클렐런 소장이 강력한 포토맥 군을 이끌고 남동쪽에서 리치먼드를 압박하는 반도 전역을 진행하고 있었고, 어빈 맥도웰 소장의 대규모 군단도 북쪽에서 리치먼드를 노렸고, 내서니얼 뱅크스소장의 군은 셰넌도어 계곡을 위협했다. 그러나 이번 봄 계곡에서 보인 잭슨의 활약은 북군의 작전을 무너뜨렸고, 남군의 사기를 크게 올리는 데 일조했다.

## 최초 움직임
1861년 11월 잭슨은 계곡 방면의 지휘를 맡아 윈체스터에 사령부를 설치했다. 잭슨은 최근까지 버지니아 주(州)립 사관학교의 교수를 맡고 있었고, 제1차 불런 전투로 인해 영웅이 되었으나, 인생의 대부분을 계곡에서 살았기 때문에 지형에 대해서 잘 알고 있었다. 잭슨의 휘하부대에는 스톤월 여단과 여러 민병대가 있었다. 12월 윌리엄 로링준장과 6,000명의 병력을 지원받았으나, 이것으로 공격적인 작전을 펼치기에는 부족했다. 북군의 뱅크스 부대가 포토맥 강의 북쪽에 머무는 사이에 잭슨의 부하였던 터너 애슈비 대령의 기병대가 체사피크(Chesapeake)와 오하이오 운하 및 볼티모어 및 오하이오 철도를 습격했다. 잭슨의 부대는 북군의 로무니(Romney)와 바스(Bath)의 2개의 작은 전초기지를 공격했으나, 승부는 판가름 나지 않았다.
뱅크스군은 2월 후반에 이르러 포토맥 강을 넘었으나, 운하 및 철도를 애슈비가 지키고 있었기 때문에 남쪽으로 이동했다. 잭슨의 부대는 조셉 존스턴의 군대 좌익을 맡아 움직였으나, 존스턴 군이 3월에 매너서스에서 컬피퍼(Culpeper)로 이동하자 윈체스터에 있던 잭슨의 부대는 고립되었다. 1862년 3월 12일 뱅크스는 남서쪽에서(계곡을 바라보는 방향에서) 진격을 계속해 윈체스터를 점령했다. 잭슨은 이미 계곡 파이크(옛 인디언의 도로)를 통해 스트라스버그(Strasburg)까지 철수했다. 뱅크스가 받은 명령은 매클렐런의 반도 전역 작전의 전략적 일환으로 남쪽으로 진격해 잭슨을 계곡에서 몰아내는 것이었다.
이것이 성공한 후 철수해 워싱턴D. C.에 가까이 있던 진지로 물러나 수비를 취하는 것이다.
3월 17일 윈체스터에서 뱅크스 휘하의 제임스 쉴즈 준장이 지휘하는 강력한 전위부대가 남하하기 시작했고, 거의 같은 시기에 매클렐런 군은 수륙양용부대에게 버지니아 반도에 대한 침공을 개시했다.
존스턴이 잭슨에게 내린 명령은 병력이 매우 적으니 결전을 피하라는 것과, 다만 동시에 뱅크스의 부대를 견제해 반도를 진군하는 매클렐런 군에게 병력을 증원하지 못하게 하라는 것이었다. 쉴즈가 스트라스버그에서 앞으로 나가자, 잭슨은 기병 정찰대를 남기고, 마운트 잭슨(Mount Jackson)까지 후퇴했다. 이것을 북군의 기병대는 쉴즈에게 잭슨은 계곡에서 도망쳤다고 잘못된 보고를 하게 되었다. 뱅크스는 임무의 첫 단계, 즉 잭슨 군을 계곡에서 몰아내는 것을 완료한 것으로 판단하고 동쪽으로 진행해 윈체스터 근처까지 도달했다. 잭슨은 방해하라는 명령을 받았던 행동을 설마 뱅크스가 그대로 한 것에 동요했다.
3월 22일 애슈비의 기병대는 윈체스터의 남쪽, 퀀즈타운에서 쉴즈가 남긴 전초부대에게 공격을 가하고, 주변의 적 은 조금밖에 없고 고착 4개 연대밖에 없다고 잭슨에게 보고했다. 실제로는 쉴즈의 부대는 약 9,000명의 병력을 가진 1개 보병사단이었고, 잭슨군의 3,400명보다는 훨씬 많았다.

## 전투

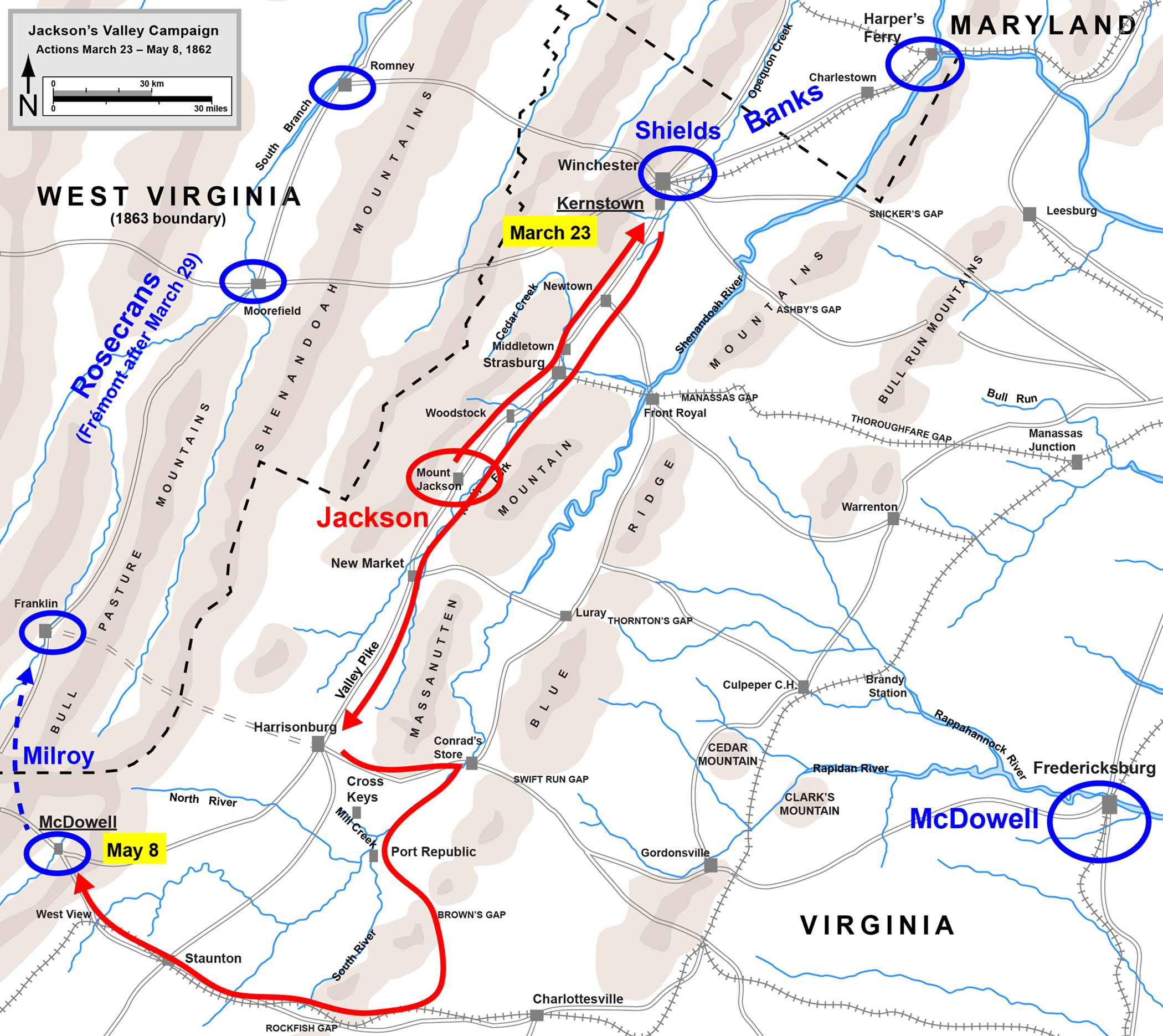
계곡 전역: 퀸즈타운 - 맥도웰

제1차 퀀즈타운 전투 (1862년 3월 23일)
북군은 쉴즈가 부재해 나탄 킴볼 대령이 지휘를 맡았고, 퀀즈타운에서 잭슨군의 전진을 저지하고, 반격에 나서 잭슨군의 좌익으로 우회하는데 성공해 이것을 격퇴했다. 잭슨은 퀀즈타운의 북군 전력이 실제보다도 적다라는 잘못된 정보 분석을 기초로 움직였던 것이다. 이 전투는 잭슨에게 있어 전술적 패배였으나, 남군 전체에게 있어서는 전략적 승리였다. 왜냐하면 에이브러햄 링컨 대통령이 뱅크스의 부대를 계곡에, 맥도웰의 30,000명의 군단을 프레더릭스버그에서 머물게 한 결과, 반도를 침공한 매클렐런의 병력이 50,000명보다도 적어지게 만들었다. 또한 북군은 3개의 부대를 만들었다. 1개는 맥도웰, 또 다른 1개는 뱅크스, 또 하나 새롭게 도착한 것은 존 C. 브리먼드 소장의 부대였다. 그 때문에 전체 전략적 행동을 통괄하는 지휘관이 하나도 없는 상태에 빠졌다. 이것은 후에 북군의 치명적인 약점이 되었다.
맥도웰 전투 (1862년 5월 8일 - 9일)
잭슨 군에게는 리처드 S. 이월의 대형 사단과 에드워드 존슨소장의 소형 사단이 도착해 총병력은 17,000명이 되었다. 잭슨군은 적에게 그 의도를 깨닫지 못하게 하려고, 웨스트 뷰(West View)로 향하는 도로를 따라 전진했다. 한편 브리먼드는 버지니아주 스탠턴(Staunton)으로 전진하기로 결정하고, 로버트 밀로이준장의 여단에게는 맥도웰(McDowell)에 머물러 이 작전의 준비를 실행하도록 명령했다. 만약 브리먼드와 뱅크스의 군이 합류한다면 잭슨의 부대는 압도당할 것이다. 여기서 잭슨은 북군을 각개격파하기로 결심하고, 곧 밀로이와 로버트 센크(Robert C. Schenck)의 여단이 지키는 맥도웰을 공격하기로 했다. 5월 8일 잭슨 군이 강을 넘어 북군의 측면을 우회할 기회를 엿보는 사이, 밀로이는 선수를 쳐 시틸링톤즈 힐(Sitlington's Hill)에 진지를 구축한 남군을 공격했다. 4시간에 걸친 격렬한 전투 후, 북군은 격퇴되었다. 그 후 밀로이와 센크는 프랭클린까지 후퇴했고, 그 사이 남군의 추격을 늦추기 위해 숲에 불을 질렀다.
맥도웰에서 남군의 승리 후, 2주간 조용한 시간을 보내게 되었고, 그 사이에 양군은 부대를 재배치했다. 잭슨은 뱅크스의 부대가 계곡을 나와 매클렐런 및 맥도웰의 부대를 증원하는 것을 저지하는 최선의 방법을 찾았다. 그때 제퍼슨 데이비스의 군사고문이었던 로버트 E. 리는 잭슨 및 그 지역의 총사령관인 존스턴을 건너뛰어 직접 이월에게 연락을 취해 지휘계통에 다소 혼란을 불러일으켰다. 그 지시는 뱅크스의 연락선을 공격하라는 것이었다.
그러나 이월이 잭슨에게서 받은 명령은 스이프트 런 캠프(Swift Run Gap)에 진을 배치하고, 뱅크스의 전진을 억제하는 것이었다. 이 모순된 명령으로 인해 혼란이 계속되는 사이 뱅크스는 쉴즈 사단을 프레더릭스버그에 있던 맥도웰의 부대에 증원으로 보내게 되어, 남겨진 병력은 8,000명에 불과했다. 뱅크스의 부대는 스트라스버그에서 강력한 진지를 구축했다. 뱅크스는 존 켄리(John R. Kenly) 대령에게 1,000명의 부대를 주어 프론트 로열(Front Royal)로 파견을 보내고, 남군이 루레이 계곡(Luray Valley)을 기습할 가능성에 대비했다.
존스턴은 이월에게 쉴즈의 움직임에 대응하기 위해 계곡에서 나갈 것을 명령했으나, 이월은 잭슨과 장군의 두 사람의 설득에 의해 쉴즈에게 대응하기보다도 계곡에서 승리의 가능성이 있다는 것을 확신하고 그대로 있기로 한다.

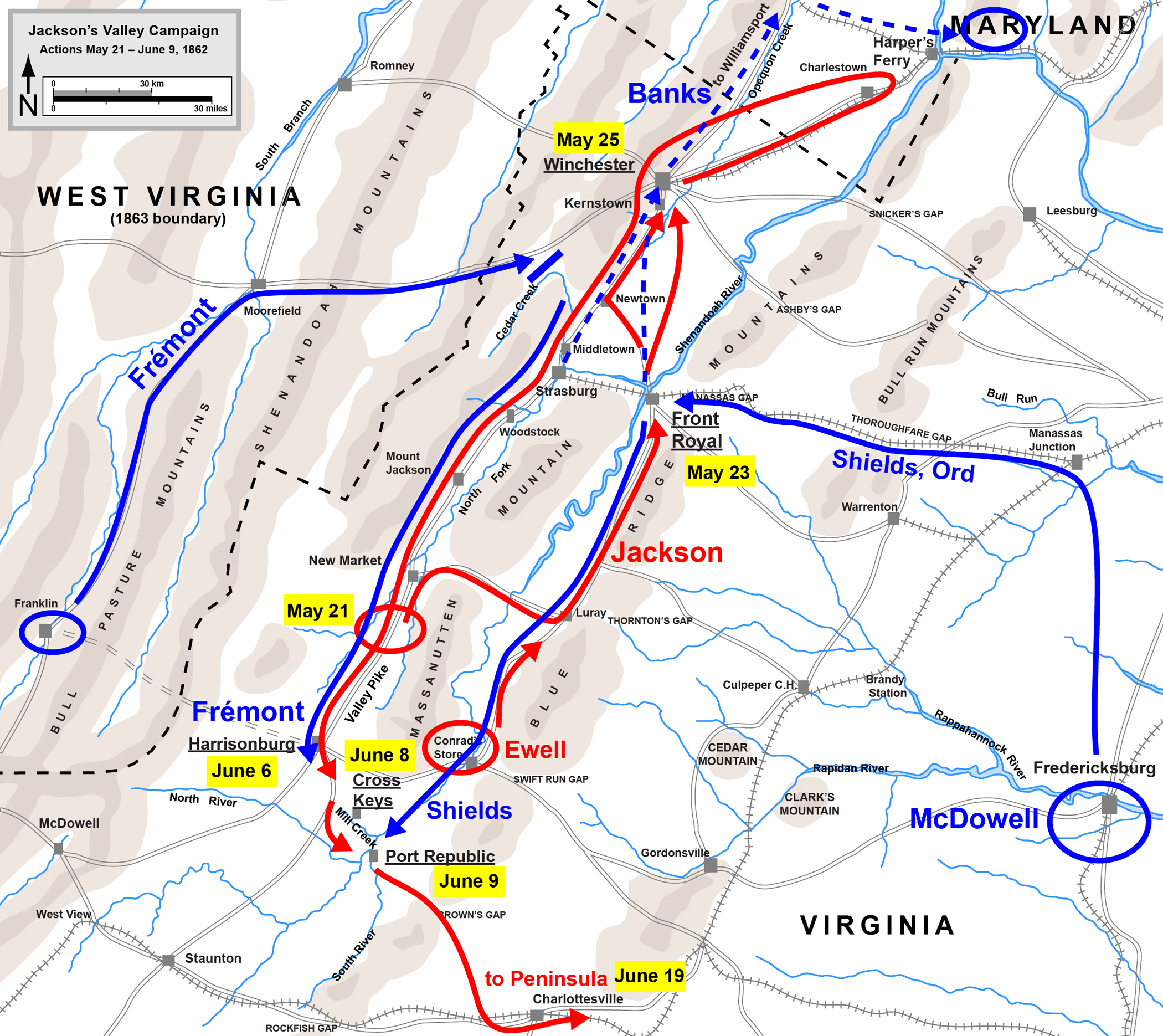
계곡 전역: 프론트 로열 - 포트 레퍼블릭

프론트 로열에서 포트 레퍼블릭까지 5월 21일 잭슨은 자신의 부대를 뉴마켓에서 동쪽으로 진격하고, 이월과 합류해 루레이 계곡을 북쪽으로 진군했다. 이 강행군의 속도는 계곡 전역 전체를 보더라도 눈부신 것으로 남군 보병은 [잭슨의 걸어 다니는 기병](Jackson's foot cavalry)이란 별명을 얻게 되었다. 잭슨은 애슈비의 기병대를 곧 북쪽으로 보내, 스트라스버그의 공격에 나서는 것이라고 뱅크스에게 생각하게 만들었으나, 실제 노리는 것은 프론트 로열 및 작은 북군 전초거점을 억눌러 하퍼즈페리에서 뱅크스의 연락선을 급습하는 것이었다.
프론트 로열 전투 (1862년 5월 23일)
남군은 [루이지애나 타이거즈]여단과 제1 메릴랜드 보병여단이 선봉이 되어 북군의 프론트 로열 수비대 1,000명의 초병을 급습해 압도했다. 북군은 마을로 퇴각하고, 캠프 힐(Camp Hill )에서 1번 저항하고, 강에 가설된 다리를 불태운 후, 다시 한 번 가드 힐(Guard Hill )에서 저항했다. 숫적 열세로 측면으로 우회한 켄리의 부대는 기어코 세더빌(Cedarville)까지 후퇴했으나, 여기서 남군의 토마스 브라노이(Thomas L. Flournoy) 대령의 기병대가 2번의 돌격을 감행해 도로상의 바리케이드를 무너뜨리고, 북군을 패주시켰다. 900명 가까운 북군병사가 항복했다. 이 프론트 로열에서 잭슨의 승리로 스트라스버그의 뱅크스 부대는 급히 5월 24일 이른 아침에 윈체스터까지 철수를 할 수밖에 없었다. 잭슨은 추격을 시도했으나, 병사들의 피로가 누적된 데다가, 북군의 보급부대에 대한 약탈을 벌이고 있었기 때문에 추격은 너무 늦어졌다. 부대가 예정보다 늦게 미들타운(Middletown)에 도착한 것은 약체화된 뱅크스 부대가 통과한 직후였다.
제1차 윈체스터 전투 (1862년 5월 25일)
잭슨의 사단은 5월 24일에 미들타운과 뉴타운에서 철수한 뱅크스 군과 소규모 접전을 벌인 후, 계곡 바이크를 북쪽으로 윈체스터로 향해 진군을 계속했다. 윈체스터에서는 뱅크스가 군의 태세를 정비한 후 도시를 수비했다. 이 시기 남군 이월의 사단도 프론트 로열 바이크를 사용해 남동쪽에서 윈체스터를 압박했다. 5월 25일 이월의 부대가 캠프 힐을 공격했고, 동시에 잭슨사단의 루이지애나 여단이 보워즈 힐(Bowers Hill)의 북군 측면을 공격해 패주시켰다. 북군 장병들 사이에서 패닉이 확대되었고, 수많은 사람들이 윈체스터의 도시를 버리고 도망쳤다. 뱅크스 군은 철저하게 무너져 포토맥 강을 넘어 철수했다. 잭슨군은 추격을 시도했으나 성공하지 못했다.
뱅크스 군이 계곡에서 패퇴해 나온 것에 대해 워싱턴 정치가들은 치명적인 판단실수를 범하게 된다. 링컨 대통령과 육군 장관 에드윈 스탄턴이 잭슨 군을 제압하는 것이 최우선이라고 판단을 내린 것이다(잭슨이 받은 명령은 단순히 북군을 견제하여 리치먼드에서 멀리 떨어뜨리기만 하면 되는 것이었다). 링컨들은 맥도월에게 20,000명의 부대(쉴즈와 에드워드 오드소장( Edward Ord)의 부대)를 프론트 로열로 보냈고, 또 브리먼드에게 해리슨버그(Harrisonburg)로 이동하도록 명령했다. 두 부대가 스트라스버그에서 만난다면 잭슨군의 유일한 탈출로가 막히게 될 예정이다. 그러나 이 행동의 직접적 영향은 매클렐런과 연대하려던 맥도웰이 리치먼드 공격에 참가하려는 계획은 포기할 수밖에 없었다.
5월 30일 잭슨은 포토맥 강의 북쪽에 있던 뱅크스군의 경계에 스톤월 여단을 남기고, 자신은 하퍼스페리로 후퇴했다. 쉴즈와 브리먼드의 부대는 어느덧, 잭슨보다 먼저 스트라스버그에 접근했으나, 그 후 움직임이 둔해졌다. 쉴즈는 프론트 로열에 남아있던 남군의 소부대로부터 마을을 되찾았으나, 명확한 명령이 없었기에 할 일 없이 시간을 보내고 있었다. 브리먼드는 애슈비의 기병대에 의해 출발이 늦어지면서 활발히 전진하지 못했다. 거기에 두 부대 모두 험악한 길 때문에 걷는 것이 느린 반면, 잭슨의 부대는 계곡 파이크를 사용해 재빨리 전진했다. 잭슨의 부대는 북군의 함정이 완성되기 전, 6월 1일 스트라스버그를 통과했다.
6월 2일 북군의 2부대가 잭슨을 추격했다. 맥도웰은 루레이 계곡을 거슬러 올라오고, 브리먼드는 계곡 파이크를 전진했다. 뱅크스도 포토맥 강을 건너기 시작했다. 이후 5일간 터너 애슈비의 기병대(진격하는 잭슨군의 후위에 있었다)와 북군을 선도하는 기병대가 여러 번 충돌했다. 북군의 기병 1개 여단이 잭슨의 종대 후위를 일단 패주시켰으나, 애슈비가 생존자를 긁어모아 후위를 지켜나갔다. 애슈비는 셰넌도어강의 남쪽 지류에 만든 다리를 불태워 북군의 추격을 늦추게 만들고, 쉴즈와 브리먼드 부대가 합류할 수 없게 만들었다. 6월 6일 다시 접촉이 일어나 브리먼드군과 작은 접전이 벌어지던 도중에 해리스버그 근처 체스넌트 리즈(Chestnut Ridge)에서 애슈비는 전사했다. 애슈비(별명: “흑기사”(Black Knight)는 가장 촉망받던 기병장교 중 한명으로 남군에게 있어 중대한 손실이었다.
잭슨의 부대는 크로스키즈와 포트 레퍼블릭에서 방어진지를 쌓고, 여기서 아래 기술한 최후의 전투가 2일간 벌어진다. 또한 6월 8일에는 쉴즈의 기병대가 포트 레퍼블릭을 습격했으나, 남군의 보급대와 잭슨은 이미 어디론가 도망친 뒤였다.
크로스키즈 전투 (6월 8일)
브리먼드의 부대는 6월 8일 크로스키즈에서 이월의 사단과 조우했다. 북군의 좌익을 공격했던 줄리어스 스타헬(Julius Stahel’s) 준장의 여단은 남군 아이작 트림블(Isaac R. Trimble's)의 부대에게 돌연 일제사격을 받고, 혼란에 빠져 퇴각하고 말았다. 브리먼드는 남군의 전선 여기저기 탐색한 후, 포병의 원호 아래에 퇴각했다. 잭슨은 브리먼드의 총공격을 겨우 막았다. 6월 8일 위기일발의 순간에서 북군 기병대의 손에서 도망친 잭슨은 쉴즈의 부대가 대단한 위협이라는 것을 느꼈다. 다음날 트림블, 존 패튼(John M. Patton’s)의 두 여단이 브리먼드의 부대를 막는 동안, 이월의 부대가 남겨진 가교를 사용하여 다리를 건너, 포트 레퍼블릭에서 에라스터스 타일러(Erastus B. Tyler's) 준장의 부대를 격파한 전투에 참가했다.
포트 레퍼블릭 전투 (6월9일)
잭슨은 셰넌도어 강 남쪽지류 동쪽에 전군을 집결시켜, 쉴즈의 사단 속에 고립된 타일러와 사무엘 캐롤(Samuel Carroll)의 두 여단에 대해(쉴즈가 부재했기 때문에 타일러가 사단의 지휘를 맡고 있었다). 낮은 땅을 가로지르는 남군의 공격은 커다란 손실을 내고 격퇴되었으나, 측면으로 돌아간 부대가 곧 북군의 좌익을 공격했다. 북군의 반격이 실패하자 전선을 재정비 하기 위해 타일러는 철수했다. 크로스키즈의 남군은 포트 레퍼블릭의 잭슨 군과 합류했고, 후방에서 건너왔던 노스 리버 다리를 불태웠다. 뒤늦게 타일러와 캐롤의 부대를 돕기 위해 브리먼드의 부대도 도착했지만, 강 건너편을 지켜볼뿐 아무것도 할 수 가 없었다.

## 영향
잭슨이 크로스키즈와 포트 레퍼브릭에서 승리한 후, 북군은 철수했다. 잭슨은 버지니아 반도의 리 장군의 부대에 합세해 7일 전투에서 전투를 벌였다(그러나 계곡 전역에서의 긴장 때문인가, 잭슨의 행동은 예전 같지 않고 무기력으로 일관했다). 잭슨은 임무를 완수해, 매클렐런이 필요했던 50,000명이상의 병력을 계곡 안에 묶어두었다.
매클렐런은 남군측이 병력이 많을 거라고 느꼈으나, 남군의 북버지니아군은 잭슨의 부대를 합치더라도 약 60,000명에 불과했다. 계곡 전역의 성공으로 [스톤웰] 잭슨은 남부동맹에서 가장 유명한 군인이 되었고(얼마안가 리에게 그 지위를 빼앗길 때까지는), 그의 승리는 남부 대중들의 사기를 끌어 올렸다. 기습과 기동성을 충분히 살린 모범적인 용병으로 48일간 646마일(1,040km)을 행군해 약 17,000명의 부대로 합계 60,000명의 적의 시선을 돌리게 해, 5번의 의미 있는 승리를 거두었다.
북군에서는 병력이 열세인 적에게 패배한 일로 지휘계통의 혁신이 이루어졌다. 맥도웰의 군단은 계속 계곡에 묶이게 되어, 반도의 매클렐런 군에 가세할 수 있었던 것은 조지 매컬(George A. McCall)의 1개 사단밖에 없었다. 링컨은 이 전역에서 다수의 부대를 통솔하는 것이 매우 어렵다는 것을 통감하고, 존 포프 소장 휘하에 통일된 1개 군, 즉 버지니아 군을 창설해 뱅크스, 브리먼드, 맥도웰의 각 부대와 워싱턴 주변 및 버지니아 서부에 있던 소규모 부대를 모두 그의 지휘 하에 넣었다. 이 군은 후에 버지니아 북부 전역, 제2차 불런 전투에서 리 와 잭슨의 콤비에게 결정적인 패배를 겪게 된다.

## 참고 문헌
영어판 위키 참조문헌입니다.
- Campaign Results
- Campaign Description
- National Park Service battles descriptions 보관됨 2005-04-09 - 웨이백 머신
- Esposito, Vincent J., West Point Atlas of American Wars, Frederick A. Praeger, 1959.
- Foote, Shelby, The Civil War, A Narrative: Fort Sumter to Perryville, Random House, 1958, ISBN 0-394-49517-9.

## 추가 문헌
- Allen, William, Stonewall Jackson's Valley Campaign: From November 4, 1861 to June 17, 1862, Smithmark Publishers, 1995, ISBN 0-8317-1432-8.
- Hotchkiss, Jedediah, Make Me a Map of the Valley: The Civil War Journal of Stonewall Jackson's Topographer, Southern Methodist University Press, 1988, ISBN 0-87074-270-1.
- Martin, David G., Jackson's Valley Campaign: November 1861 – June 1862, Combined Books, 1994, ISBN 0-938289-40-3.
- Miller, William J., Mapping for Stonewall: The Civil War Service of Jed Hotchkiss, Elliott & Clark Publishing, 1993, ISBN 1-880216-11-6.
- Tanner, Robert G., Stonewall in the Valley: Thomas J. "Stonewall" Jackson's Shenandoah Valley Campaign Spring 1862, Stackpole Books, 1996, ISBN 0-8117-2064-0.